# 기독교한국루터회
기독교한국루터회(영어: Lutheran Church In Korea)는 대한민국의 루터교 신앙을 표방하는 개신교 교파이다.

## 한국 루터교의 시작
루터교 선교는 1832년 카를 귀츨라프(Karl Friedrich August Gützlaff)의 방문 때 최초로 시도됐다. 그러나 쇄국 정책으로 본격적인 선교로 이어지지 못하였고 최초로 개신교 선교를 시도했다는 의의만 남겼다. 본격적인 선교는 1958년 1월 13일 미국의 미주리 시노드 루터교회 소속 선교사 폴 바트링(L. Paul Bartiling), M. 도로우(Maynard W. Dorow), K. 보스(Kurt E. Voss)와 한국인 루터교 목사 지원용이 김포에 도착하며 시작되었다. 1959년 서울 YMCA 회의실을 빌려 임마누엘 교회(도봉교회)를 한국 최초의 루터교회로 설립하였다.

## 연혁
- 1958년 - 미국 미주리시노드 루터교회 선교부의 한국 선교 시작
- 1959년 - CBS '루터란 아워' 방송 시작, 루터교 서적 보급을 목적으로 컨콜디아사 설립
- 1966년 - 연세대학교 신학대학과 연합해 루터교 신학원(LTA) 개원
- 1971년 - 한국루터교 선교부(KLM)에서 한국루터교 선교회로 개편
- 1972년 - 루터교 세계 연맹(LWF) 가입
- 1973년 - 한국루터교 선교회에서 한국루터교회(LCK)로 다시 개칭
- 1974년 - 베델성서 개설, 보급 개시
- 1980년 - 현재 명칭인 "기독교한국루터회"로 정식 개칭
- 1997년 - 루터교 신학대학교가 4년제 루터대학교로 승격 (경기도 용인시 소재)

## 현황
2016년 현재 52개의 지교회가 있으며 대표적인 교육기관으로 루터대학교가 있으며, 한국기독교교회협의회에 가입되어 있다.

## 신앙
신·구약 성서를 기독교 신앙과 생활의 절대규범으로 믿으며 보편적 교회의 신조인 사도신경, 니케아 신경, 아타나시우스 신경을 제2의 신행규범으로 받아들이고 있다. 근본주의적인 개신교 선교사들의 선교활동으로 성례전, 예전, 교회력 등의 전통에 따른 예배와 영성을 소홀하게 여기고, 주관적인 종교경험과 감정을 중요하게 생각하는 대한민국의 절대다수 개신교회들과는 달리 하나님의 말씀과 성례전을 하나님의 은혜가 전달되는 통로로 이해하여 말씀과 성만찬이 균형을 이루는 예전적 예배를 드린다. 또한 한국기독교장로회, 기독교대한감리회, 대한성공회와 더불어 교회력에 따라 편집된 성서정과(RCL)를 사용하는 교회 중 하나이다.

## 같이 보기
- CBS기독교방송